# DCMジャパン
DCMジャパン株式会社（ディーシーエムジャパン、英: DCM Japan Co., Ltd.）は、カーマ・ダイキ・ホーマック・三井物産の4社によって設立された共同物流会社であったが、2010年（平成22年）3月1日付で親会社であるDCM Japanホールディングス（現：DCMホールディングス）に吸収合併された。

## 概要
かつては、DCMグループ店舗のプライベートブランド商品（旧称「快適上手」。現在は「DCM BRAND」）の開発と仕入を主な業務としていた。
社名は「Demand Chain Management」から由来し、後に設立される持株会社であるDCM Japanホールディングス（略称・DJHDまたはDCMHD）の社名の元になっている。
設立当初は、ホーマックの出資比率が他の3社よりやや高かったために社長をホーマックから起用したが、後にホーマックの会長兼社長就任およびDCMHD社長就任準備などを理由に退任（後にDJHDの社長を辞職）したことにより、カーマの社長であった久田宗弘（現在は、DCM Japanホールディングス社長就任に伴いカーマの社長を退任し、カーマを含むDCMHD傘下のホームセンター3社の顧問となっている）が兼任し、現在に至る。
DCMグループの中核会社であり、DCMHD発足に伴って、DCMHDの子会社となった。
今後は、2010年（平成22年）までに実施予定のDCMグループ再編で、商品流通センター機能を担う方針を掲げていたが、2010年（平成22年）3月1日付で、DCM Japanホールディングスに吸収合併され、DJHDが事業持株会社としてその機能を担うことになった。

## 沿革
- 2003年（平成15年）5月26日 - 株式会社カーマ、ダイキ株式会社、ホーマック株式会社の共同物流会社として、三井物産株式会社との4社共同出資により、DCM Japan株式会社として設立
- 2006年（平成18年）9月30日 - DCM Japanホールディングスの子会社化
- 2009年（平成21年）9月30日 - 社名をDCMジャパン株式会社に改称
- 2010年（平成22年）3月1日 - 親会社であるDCM Japanホールディングス株式会社に吸収合併される。